# Max Emil Kørner
Max Emil Boholm Kørner, né le 3 juin 1991 à Nesoddtangen, est un coureur cycliste norvégien.

## Biographie
Durant cinq ans, Max Emil Kørner évolue dans l'équipe continentale norvégienne Ringeriks-Kraft. En 2016, il termine cinquième du Himmerland Rundt, une épreuve danoise de classe 2, mais également septième des kermesses professionnelles belges de Tirlemont et Erpe. 
En 2017, il décide de rejoindre l'équipe T.Palm-Pôle Continental Wallon. Au mois de juin, il s'impose sur la Liedekerkse Pijl, un interclub belge. Une victoire non sans émotion pour son équipe T.Palm-Pôle Continental Wallon, le dernier succès de sa formation à ce niveau remontant à 2012.

## Palmarès
- 2012
  - 3e du championnat de Norvège sur route espoirs
- 2017
  - Liedekerkse Pijl

## Classements mondiaux
| Année           | 2016   | 2017   |
| --------------- | ------ | ------ |
| UCI Europe Tour | 1 193e | 1 539e |